# Várbirtok
A várbirtok vagy várföld az Árpád-korban a királyi, királynői és hercegi (l. dukátus) birtok (uradalom) egyik része – a másik az udvarbirtok – volt, amelyik a királyi vármegye szervezetét, élén az ispánnal és az ispáni várral eltartotta. Így a várbirtok volt a vármegye gerince, bár kezdetben kisebb részt képviselt, mint az udvar ellátását biztosító udvarbirtok. A termelőmunkát és az őrszolgálatot a várnépek látták el tisztjeik irányításával, akik a várjobbágyok közül kerültek ki. A várjobbágyok alkották ezen kívül a megye állandó hadseregét, nekik termelőmunkát nem kellett végezniük, őket is a várnépek látták el. Szolgálatuk fejében a várjobbágyok a várbirtokból kaptak szolgálati birtokot.
1200 körül megkezdődött az udvarbirtokok után a várföldek eladományozása is, ami aláásta a királyi vármegyerendszert, amelynek helyébe a 13. században a nemesi vármegyerendszer és a tartományurak megnövekedett hatalma lépett. Királyaink – II. András, IV. Béla, Károly Róbert – megpróbálták visszaszerezni az eladományozott várbirtokokat, amiben Károly Róbert volt a legsikeresebb. Újjászervezte a várbirtokokat, de a korábbinál sokkal kisebb méretben, a több száz helyett legfeljebb néhány tucat falu és néhány mezőváros tartozott hozzájuk. Már nem volt megyei igazgatási centrum, csak a királyi vár katonaságának, a király bandériumának ellátója, élén a várnaggyal, akit esetleg ispánnak neveztek, de nem volt megyés ispán.
A 15-16. századtól udvarbíró és tiszttartó vette át a bíráskodást és a gazdasági irányítást, akik alatt különféle gazdatisztek – kulcsár, kasznár – szolgáltak. Zsigmond idején újabb várbirtokok kerültek magánkézbe, a maradék összeolvadt az udvarbirtokokkal, egységes királyi uradalmakat alkotva és a gazdasági bázisát jelentették a végváraknak. A magánkézbe került várbirtokok igazgatása a királyi uradalmak igazgatási mintáját követte. A 15-16. századtól a várbirtokot gyakrabban vártartománynak nevezték.